# Bougie
För den algeriska staden med det äldre namnet Bougie, se Béjaïa.
Bougie är ett medicinskt instrument i allmänhet stavformigt av varierande utseende.
Det används för uttänjning av förträngda kroppskanaler som matstrupe, urinrör med flera. En bougie kan tillverkas av plast, vävt silke, metall, nylon eller gummi.